# جزیره لیکینا
جزیره لیکینا (انگلیسی: Leykina Island) یک جزیره در شمال استان یاقوتستان کشور روسیه است.